# Elaphoglossum stipitatum
Elaphoglossum stipitatum är en träjonväxtart som först beskrevs av Jean Baptiste Bory de Saint-Vincent, och fick sitt nu gällande namn av Moore. Elaphoglossum stipitatum ingår i släktet Elaphoglossum och familjen Dryopteridaceae. Inga underarter finns listade.